# Кросівки

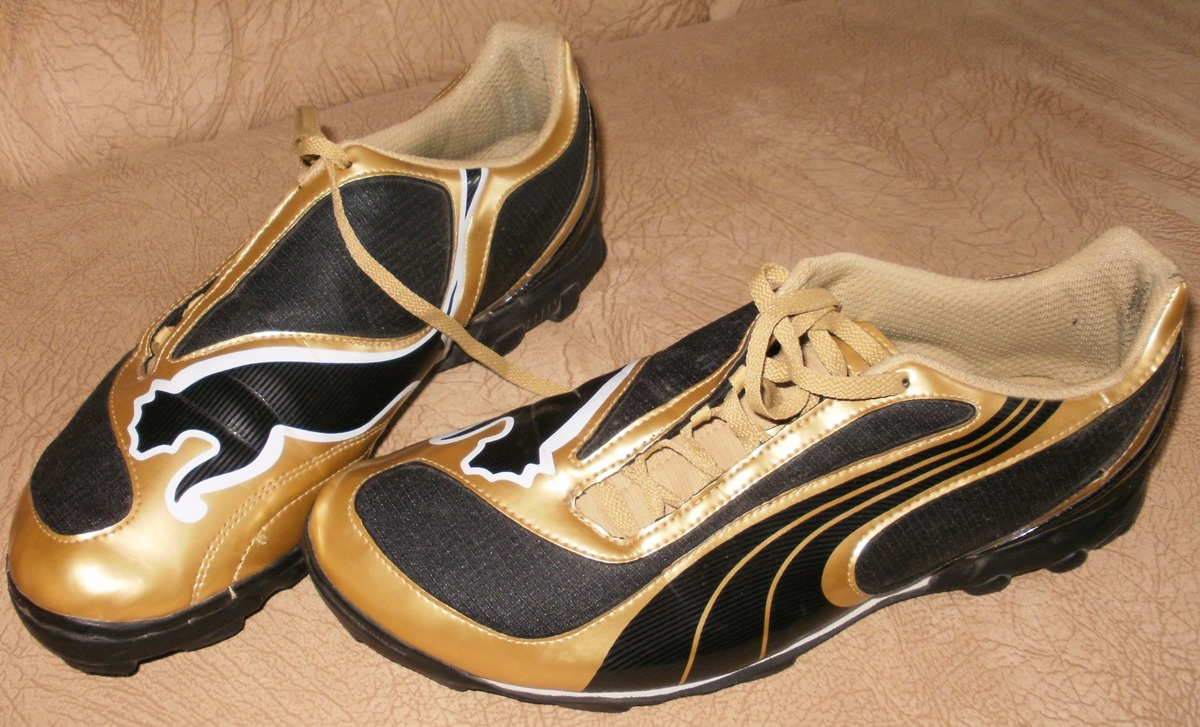
Кросівки фірми Пума

Кросівки (англ. Athletic shoe) — спортивне взуття, яке стало популярним у повсякденній формі одягу.

## Історія кросівок

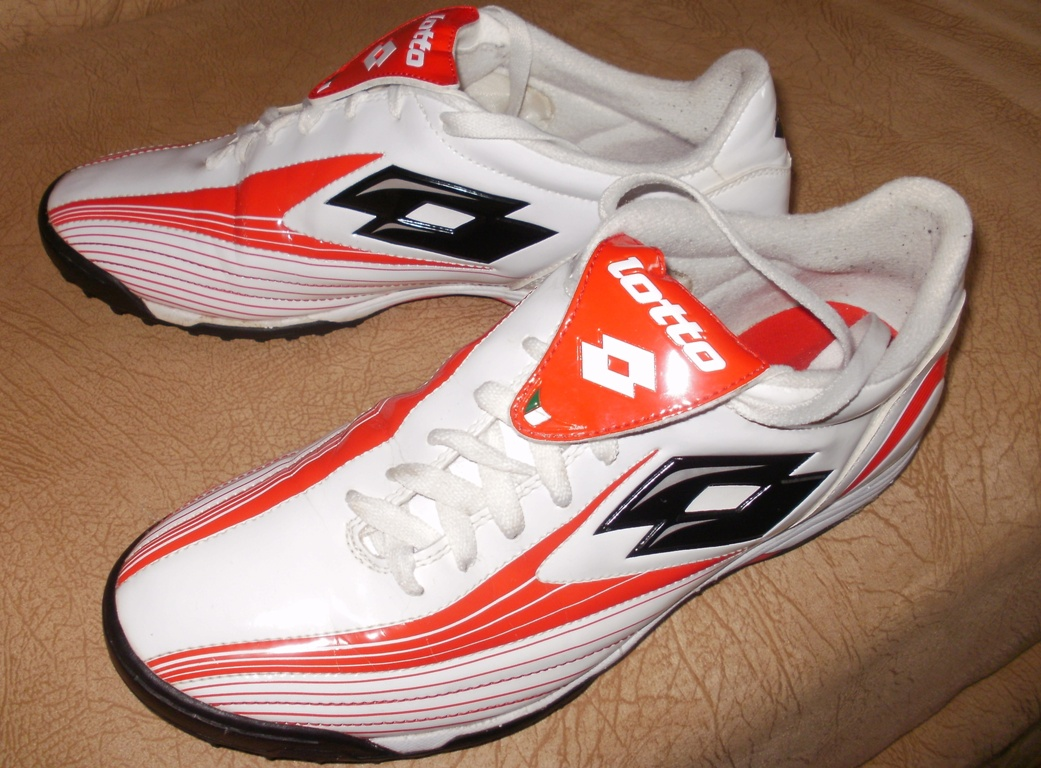
Кросівки фірми Лотто

Кросі́вки пройшли довгий шлях до того вигляду, в якому ми зараз їх бачимо. В кінці XVIII сторіччя люди носили взуття з каучуковою підошвою, які називалися парусиновими туфлями, але вони були досить грубими та примітивними, не було розділення на праву/ліву ногу. Приблизно в 1892 році Американська Гумова Компанія придумала зручніше гумове взуття з верхом із тканини, яке отримало назву «кеди» («keds»). До 1917 року це взуття надійшло в масове виробництво, діставши назву «sneakers» (від англ. to sneak «підкрадатися»), тому що людина, яка їх носить, іде так тихо, що може підкрастися до кого завгодно).

## Мода на кросівки

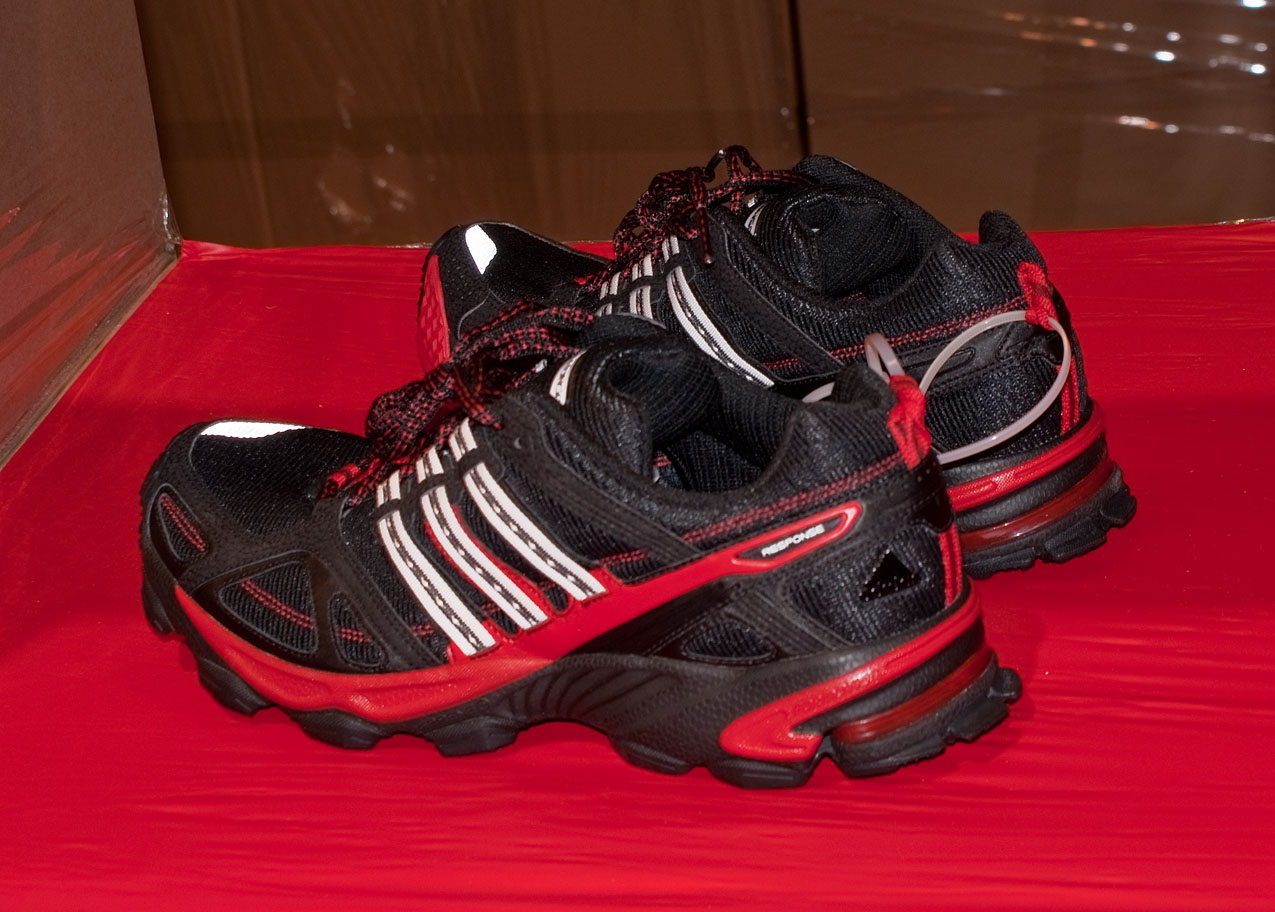
Adidas Response Trail 16 — Кросівки для бігу

Протягом першої половини XX століття кросівки носили головним чином для занять спортом. Але в п'ятдесятих роках діти почали носити їх як явище моди. Ще більше підлітків пішли за модою, коли побачили Джеймса Діна в популярному фільмі «Бунтар без ідеалу» (англ. «Rebel Without а Cause»). Нині кросівки — популярний, зручний, повсякденний вид взуття. Багато домів високої моди випускають сучасні міські кросівки.

## Відомі виробники
- Adidas
- Diadora
- Fila
- Lotto
- New Balance
- Nike
- Puma
- Reebok
- Umbro
- Under Armour
- Pinko
- Anta